# David Sauer (Fußballspieler)
David Sauer (* 20. Februar 1998) ist ein österreichischer Fußballspieler.

## Karriere
Sauer begann seine Karriere beim SKN St. Pölten. Zur Saison 2011/12 wechselte er in die AKA St. Pölten, in der er in weiterer Folge sämtliche Altersstufen durchlief. Zur Saison 2016/17 kehrte er zum SKN zurück. Nach seiner Rückkehr debütierte er im August 2016 für die Amateure in der Regionalliga, als er am ersten Spieltag jener Saison gegen die SV Schwechat in der 61. Minute für Ömer Özbek eingewechselt wurde. Im Mai 2018 erzielte er bei einem 4:0-Sieg gegen den FCM Traiskirchen sein erstes Tor in der Regionalliga.
Im April 2019 stand er gegen den LASK erstmals im Kader der Profis von St. Pölten, kam jedoch nicht zum Einsatz. Im Mai 2019 debütierte er schließlich in der Bundesliga, als er am 30. Spieltag der Saison 2018/19 gegen den Wolfsberger AC in der Nachspielzeit für Daniel Schütz eingewechselt wurde. Dies sollte sein einziger Profieinsatz für den SKN bleiben.
Mit den SKN Amateuren stieg er 2019 aus der Regionalliga ab. Nach 72 Einsätzen für die Amateure in der Landesliga verließ er den Verein zur Saison 2023/24 nach sieben Jahren und wechselte innerhalb der Landesliga zum USC Rohrbach/Gölsen.